# Жълтоглав лорикет
Жълтоглавият лорикет (Trichoglossus euteles) е вид птица от семейство Папагалови (Psittaculidae).

## Разпространение
Видът е разпространен в Индонезия и Източен Тимор.